# Parc animalier de Gramat
 (avril 2024).
 (avril 2024).
Le Parc Animalier de Gramat est un parc de vision situé sur le territoire de la commune de Gramat, dans le nord du département du Lot.
Ouvert au public depuis mai 1980, ce parc zoologique est géré par l’Association pour l'Etude et la Protection de la Faune et de la Flore du Causse créée à cet effet en 1976.
Le parc animalier est membre de l'Association française des parcs zoologiques (AFDPZ).

## Caractéristiques
D'une superficie de 40 hectares, le Parc Animalier de Gramat s'ouvre dans le cadre naturel du Causse de Gramat, au coeur du Parc Naturel Régional des Causses du Quercy, au dessus de la Vallée de la Dordogne. Il permet de découvrir par une promenade de 4 km la flore typique de la région (chêne pubescent, érable de Montpellier, genévrier commun, cornouiller mâle, etc.).
Il permet surtout d'observer de très nombreuses espèces animales, essentiellement européennes. Il participe à la protection de certaines espèces particulièrement menacées, comme le cheval de Przewalski ou le chat forestier.
Le parc de Gramat abrite également le Conservatoire européen des races primitives d'animaux domestiques. Un programme d'élevage d'animaux de basse-cour a été élaboré afin de préserver la diversité des races domestiques.

## Animaux sauvages présentés
- Carnivores
  - Loup, lynx, ours brun, renard, chat sauvage, blaireau, chien viverrin, loutre d'Europe…
- Cervidés
  - Cerf axis, cerf élaphe, cerf du père David, cerf Sika, wapiti, chevreuil, daim…
- Bovidés
  - Bison d'Europe, bison d'Amérique, « aurochs reconstitués », yack, mouflon, bouquetin, chamois…
- Oiseaux
  - Hibou grand-duc, chouette harfang, chouette hulotte, faisans, héron, percnoptère, autruche, émeu…
- Sanglier
- Macaque
- Cheval de Przewalski, tarpan
- Bisons

## Les observatoires d'animaux sauvages
Les observatoires sont des fenêtres ouvertes sur la vie sauvage, ils permettent de contempler les comportements des animaux et de profiter d’une proximité étonnante avec des espèces sauvages.

### La tanière des loups
Dans un vaste espace vallonné, les loups gris d’Europe évoluent au rythme de leur meute.
Une passerelle en hauteur guide les visiteurs jusqu’au cœur de leur territoire, offrant une vue panoramique sur leurs déplacements, leurs jeux, leurs interactions.

### La doline des ours
Devant une doline naturelle, l’observatoire vous plonge dans l’univers mystérieux des ours bruns des Pyrénées. Un fossé paysager remplace les barrières et une grotte aménagée avec de grandes vitres vous offre une immersion complète dans le quotidien des ours.

### L’observatoire des élans
Un enclos innovant conçu sur mesure pour accueillir le plus grand cervidé d’Europe. Un bâtiment semi-enterré intègre un couloir de pesée et deux box indépendantes, n’hésitez pas à descendre pour observer les animaux qui mangent les feuilles d’arbres suspendues à l’intérieur ou qui se rafraichissent dans le bassin. Sur la partie haute, l’enclos se prolonge sur une colline dotée d’une mare naturelle.

## Conservatoires d'animaux domestiques
Si les espèces sauvages éveillent la fascination, les races domestiques anciennes racontent une autre histoire : celle du lien durable entre l’homme et l’animal, des terroirs et des pratiques rurales en harmonie avec la nature. Le Parc Animalier de Gramat a à cœur de préserver ces races rustiques, plus que jamais précieuses pour relever les défis du changement climatique, de la résilience des élevages et de la diversité génétique.
Conservatoire ovin
Des Thônes et Marthod savoyards aux Bizet d’Auvergne, des Castillonnaises pyrénéennes aux Landais du sud-ouest, nos moutons témoignent de la diversité des régions françaises. On y croise aussi le mystérieux mouton à quatre cornes, et les emblématiques Causses du Lot, si bien adaptés à nos secs et rocailleux.

### Conservatoire porcin
Ici, on retrouve les porcs limousins, basques, bayeux ou encore les porc laineux qui  étonnent toujours petits et grands par leur apparence… de mouton.

### Conservatoire caprin
De la chèvre angora à la pyrénéenne, en passant par la spectaculaire chèvre de Rove et ses cornes torsadées, chaque race exprime une adaptation fine à son milieu.

### Conservatoire équin
Les enclos accueillent les robustes baudets du Poitou, les élégants ânes de Provence, les petits chevaux des montagnes comme le Pottock basque, mais aussi des races très anciennes de chevaux comme le Tarpan et le Przewalski, conservé dans le cadre d’un Programme Européen d’Elevage.

### Conservatoire bovin
Avec les aurochs reconstitués, il est possible de découvrir l’ancêtre mythique du bœuf domestique. À ses côtés, le bœuf d’Écosse présente un pelage long et aux cornes majestueuses.
Conservatoire avicole
Les poules et coqs offrent une belle diversité de caractéristiques : bourbonnaise, caussade, marans noire cuivrée, gauloise dorée, ou encore limousine… Des races qui se sont démarquées au fil du temps pour la qualité de leur production (œufs, viande). Toutes participent à la richesse génétique des élevages de demain.
Par ailleurs, le parc a la chance d’accueillir une des plus belles collections de faisans en France. En partenariat avec l’association WPA, il présente une grande diversité de races et sensibilise à leur préservation :  faisans huppés, des Colchides, des argentés Lewis, des Lady Amherst, ou encore des faisans dorés du Vietnam ou vénérés, une espèce qui est progressivement réintroduite en milieu naturel en Asie.

## Visite touristique
Le Parc animalier de Gramat est ouvert à la visite toute l'année pour les individuels, les groupes et scolaires. Il propose une visite libre et diverses activités sur réservation : visite guidée, soins des animaux, visite nocturne... Il reçoit environ 100 000 visiteurs par ans.